# Acrocladium giganteum
Acrocladium giganteum là một loài Rêu trong họ Amblystegiaceae. Loài này được (Schimp.) P.W. Richards & E.C. Wallace mô tả khoa học đầu tiên năm 1950.